# Lucas Jakubczyk
Lucas Jakubczyk (ur. 28 kwietnia 1985 w Plauen) – niemiecki lekkoatleta specjalizujący się w biegach sprinterskich oraz w skoku w dal.

## Sukcesy sportowe
| Rok  | Miasto    | Zawody                    | Konkurencja        | Wynik         |
| ---- | --------- | ------------------------- | ------------------ | ------------- |
| 2012 | Helsinki  | Mistrzostwa Europy        | sztafeta 4 x 100 m | srebrny medal |
| 2013 | Moskwa    | Mistrzostwa świata        | sztafeta 4 x 100 m | 4. miejsce    |
| 2014 | Zurych    | Mistrzostwa Europy        | bieg na 100 m      | 5. miejsce    |
| 2014 | Zurych    | Mistrzostwa Europy        | sztafeta 4 x 100 m | srebrny medal |
| 2016 | Praga     | Halowe mistrzostwa Europy | bieg na 60 m       | 5. miejsce    |
| 2016 | Amsterdam | Mistrzostwa Europy        | sztafeta 4 x 100 m | brązowy medal |

W 2012 reprezentował Niemcy na igrzyskach olimpijskich w Londynie, na których, wraz z kolegami z reprezentacji, odpadł w eliminacjach sztafety 4 × 100 metrów. Cztery lata później wystąpił na igrzyskach olimpijskich w Rio de Janeiro, na których startował w konkurencjach biegu na 100 metrów i sztafety 4 × 100 metrów, w żadnej z nich nie zdobywając medalu.
Jest mistrzem Niemiec w biegu na 100 metrów, tytuł którego zdobył w 2012 roku.

## Rekordy życiowe
- bieg na 60 metrów (hala) – 6,56 – Berlin 01/03/2014
- bieg na 100 metrów – 10,07 – Clermont 10/05/2014 / 10,01w – Ulm 26/07/2014
- bieg na 200 metrów – 20,77 – Dillingen 22/07/2012
- bieg na 200 metrów (hala) – 20,76 – Karlsruhe 22/02/2015
- bieg na 300 metrów – 33,39 – Lozanna 07/05/2011
- skok w dal – 7,85 – Berlin 06/05/2007
- skok w dal (hala) – 7,88 – Linz 04/02/2010

27 lipca 2012 w Weinheim niemiecka sztafeta 4 × 100 metrów w składzie: Julian Reus, Tobias Unger, Alexander Kosenkow i Jakubczyk ustanowiła czasem 38,02 s rekord kraju, który przetrwał do 2022 roku.